# GSC3201-2611
GSC3201-2611 — хімічно пекулярна зоря спектрального класу A1, що має видиму зоряну величину в смузі V приблизно  9,5.
Вона  розташована на відстані близько 860,6 світлових років від Сонця.